# Highways of My Life
"The Highways of My Life" is een nummer van de Amerikaanse band The Isley Brothers. Het nummer verscheen op hun album 3 + 3 uit 1973. Een jaar later werd het nummer uitgebracht als de tweede single van het album.

## Achtergrond
"The Highways of My Life" is geschreven en geproduceerd door alle groepsleden. Het nummer gaat over een persoon die terug wil kijken op zijn leven, maar er zeker van wil zijn om niet "naar de andere kant van de weg" te gaan. Het nummer staat bekend om de introductie van Chris Jasper, die een minuut lang op de piano speelt voordat de rest van de muziek begint. Zanger Ron Isley zingt in de voor hem bekende contratenor. Tevens verzorgt hij met zijn broers Kelly en Rudy de achtergrondvocalen, terwijl Jasper hen begeleidt met een synthesizersolo. De andere broers Ernie (akoestische gitaar en drums) en Marvin (basgitaar) spelen ook mee.
"The Highways of My Life" werd aanvankelijk uitgebracht op de B-kant van de single "What It Comes Down To". In het Verenigd Koninkrijk kreeg het echter genoeg aandacht om uitgebracht te worden als losstaande single. Het bereikte hier plaats 25 in de hitlijsten. In 2004 werd de intro van het nummer gesampled door Fantasia op haar single "Truth Is".

## NPO Radio 2 Top 2000
| Nummer met noteringen in de NPO Radio 2 Top 2000 | '16  | '17  |
| ------------------------------------------------ | ---- | ---- |
| The Highways of My Life                          | 1389 | 1721 |

1. ↑  Een vetgedrukt getal geeft de hoogste notering aan.
2. ↑  2016 was het eerste jaar met een notering voor dit nummer.
3. ↑  Deze tabel is bijgewerkt tot en met de laatste editie (2024).